# Професіонал (фільм, 2003)
«Професіонал» — сербський комедійно-драматичний фільм 2003 року. Був висунутий Сербією на здобуття премії «Оскар» у категорії «Найкращий фільм іноземною мовою», але не потрапив в остаточний список.

## Сюжет
До керівника видавничої компанії Теодора в офіс приходить незнайомий чоловік похилого віку з двома валізами. Він представився Лукою, колишнім співробітником державної спецслужби. У одній валізі були книги про останні десять років життя Края, а інша зберігала загублені Теодором речі. Починаючи з 90-х Лука стежив за ним. Край був учасником заходів з повалення чинного режиму. Пізніше Теодор почав зустрічатися зі своєю студенткою Аною, донькою Луки. Розгніваний батько вирішив зруйнувати його життя. Через компрометувальні фотографії, зроблені Лукою, Край втрачає роботу професора в університеті. Життя та шлюб чоловіка було знищено. Після дружньої розмови з Аною Лука та Теодор розійшлися по-товариськи.

## У ролях
| Актор            | Роль           |
| ---------------- | -------------- |
| Бора Тодорович   | Лука Лабан     |
| Бранислав Лечич  | Теодор Край    |
| Наташа Нінкович  | Марта          |
| Драган Йованович | Гіпсани        |
| Йосиф Татич      | Маки           |
| Миодраг Крстович | Йован Петрович |
| Рената Улмански  | мама Теодора   |
| Мілош Стоянович  | Марко          |
| Дана Тодович     | Ана            |

## Створення фільму

### Виробництво
Зйомки фільму проходили в Белграді, Сербія.

### Знімальна група
- Кінорежисер — Душан Ковачевич
- Сценарист — Душан Ковачевич
- Кінопродюсери — Предраг Яковлєвич, Деян Вразалич
- Композитор — Момчіло Баягіч
- Кінооператор — Божидар Николич
- Кіномонтаж — Марко Глушач
- Художник-постановник — Велько Деспотович
- Артдиректор — Никола Берчик
- Художник з костюмів — Небойша Липанович[3].

## Сприйняття

### Критика
Фільм отримав схвальні відгуки. На сайті Rotten Tomatoes оцінка стрічки становить 87 % на основі 244 відгуків від глядачів із середньою оцінкою 4,4/5. Фільму зарахований «попкорн» від глядачів, Internet Movie Database — 8,4/10 (5 036 голосів).

### Номінації та нагороди
| Нагороди та номінації фільму «Професіонал» | Нагороди та номінації фільму «Професіонал» | Нагороди та номінації фільму «Професіонал» | Нагороди та номінації фільму «Професіонал» | Нагороди та номінації фільму «Професіонал» | Нагороди та номінації фільму «Професіонал» |
| Рік                                        | Кінофестиваль/кінопремія                   | Категорія/нагорода                         | Номінант                                   | Результат                                  |                                            |
| ------------------------------------------ | ------------------------------------------ | ------------------------------------------ | ------------------------------------------ | ------------------------------------------ | ------------------------------------------ |
| 2003                                       | Європейський кіноприз                      | Найкращий сценарист                        | Душан Ковачевич                            | Номінація                                  |                                            |
| 2003                                       | Монреальський кінофестиваль                | Найкращий сценарій                         | Душан Ковачевич                            | Перемога                                   |                                            |
| 2003                                       | Монреальський кінофестиваль                | Приз ФІПРЕССІ                              | Душан Ковачевич                            | Перемога                                   |                                            |
| 2003                                       | Монреальський кінофестиваль                | «Великий приз Америк»                      | Душан Ковачевич                            | Номінація                                  |                                            |
| 2004                                       | Стамбульський міжнародний кінофестиваль    | Спеціальний приз журі                      | Душан Ковачевич                            | Перемога                                   |                                            |